# Taylor Wane
Taylor Wane (nascida em 27 de agosto de 1968) é uma atriz pornográfica britânica, diretora, produtora, empresária e modelo erótica. Ela foi induzida à lista do Hall da Fama da AVN em 2005 e no Hall da Fama do XRCO em 2014. Ela também foi a "Pet do Mês" da revista Penthouse em junho de 1994.

## Carreira
Wane inicialmente queria ser professora. Entretanto, quando tinha 18 anos de idade, sua mãe a inscreveu em um concurso de pin-ups, no qual ela ganhou. This led her to an interest in becoming a model and she was soon signed by an agency. Mudou-se para Londres, onde ela começou a trabalhar como modelo erótica. Pouco tempo depois, mudou-se para Los Angeles, onde passou mais de um ano trabalhando como modelo para revistas masculinas. Wane entrou para o cinema pornográfico em 1989.
Wane foi a "Pet do Mês" da revista Penthouse em junho de 1994 e apareceu por várias vezes na revista após isso. Graças ao trabalho na Penthouse, ela pousou para uma série de outras publicações, como Celebrity Skin, Bizarre Magazine, Gent, e Busty Beauties. Pouco depois, ela ganhou uma coluna mensal. Em 2005 sozinha, Wane faz dezesseis aparições em ensaios fotográficos para revistas masculinas, incluindo Genesis, Swank, e Oui. Ela também se tornou colunista para a AVN.
Ao longo da carreira, Wane trabalhou para produtoras como Brazzers, Caballero Home Video, Elegant Angel, Evil Angel, Gourmet Video Collection, Jules Jordan Video, Playboy, Prestige Video, Sin City, VCA Pictures, Vivid Entertainment, Wicked Pictures, Zane Entertainment Group, e Zero Tolerance Entertainment. Tanto atuando nos filmes, bem como diretora. Ela também escrevia e produzia.

### Aparições
Em 2005, ela foi a convidada especial na Playboy Night Calls apresentada por Christy Canyon and Tiffany Granath. Wane apareceu em pequenos papéis em uma variedade de programas de televisão e participações em filmes. Entre essas participações, a comédia de 2000 de Adam Sandler, Little Nicky, episódios da série cômica The Mind of the Married Man (HBO, 2002) e Burning Hollywood (2009). Wane também pode ser vista em episódios dos programas Gene Simmons: Family Jewels, My Bare Lady, e no seriado Nip/Tuck.
Em 2009, Wane participou de vários filmes. Junto com Ben Affleck, Russell Crowe, e Rachel McAdams, thriller político State of Play, o filme é baseado em uma mini-série da BBC. Também atuou no filme de Ron Howard, Frost/Nixon. Wane atuou como uma dançarina em A Beautiful Life, estrelando Dana Delaney, Bai Ling e Debi Mazar, e em The Girl From The Naked Eye starring Jason Yee. Ela atuou junto com a ex-atriz pornográfica Sasha Grey.

### Outras realizações
Wane criou sua própria produtora chamada Taylor Wane Entertainment, iniciada em meados da década de 1990. Ela também trabalhou em programas de rádio como Spice Radio, e na KSEX Radio em um talk-show chamado The British Are Cumming.
Em 2003, Wane lançou em edição limitada, sua própria serie de histórias em quadrinhos em associação com a H Bomb Comics chamada Vamptrix. O design da personagem principal é baseado em Wane.
Wane e seu marido são proprietários e administram vários websites, incluindo TaylorWane.com, TaylorWane.net, PlanetPorno.com, and MoBooty.com. Eles também são donos de uma agência de fotos, Laurien Photographic, que licencia fotos de Wane e outras estrelas pornográficas, para outras agências e revistas, como Hustler, Gallery, e Jugs.
In 2005, Wane lançou sua própria linha de brinquedos sexuais, chamado "Taylor Wane Collection".

## Reconhecimento
Wane foi homenageada por um pelotão de fuzileiros navais estacionado no Iraque em 2007. Uma bandeira americana foi hasteada por vinte e quatro horas em honra de Wane, como agradecimento das fotografias autografadas e correspondências que ela enviou aos soldados. Ela recebeu a bandeira tempos depois.

## Filantropia
Wane apresentou eventos beneficentes de câncer de mama e envolveu-se em outras iniciativas para criar fundos para pesquisa e cura de vários tipos de câncer, leucemia, e AIDS, para organizações como a Breast Cancer Awareness Benefits Everyone (B.A.B.E.) e à fundação T.J. Martell.
Em 2007, após ser homenageada pelos fuzileiros navais, ela e seu marido criaram um poster onde ela aparecia trajando um autêntico uniforme de fuzileiro naval. O dinheiro das cópias autografadas do poster que foram vendidos foram destinados à Disabled American Veterans Foundation (DAV). O uniforme foi destinado a um leilão.
Em 2008, Wane gravou uma versão cover da música natalina "I Saw Mommy Kissing Santa Claus" para o Rock 4 X-Mas, um disco de arrecadação para a caridade. O álbum também contou com a participação de nomes como Rick Derringer, Spencer Davis, Gary Hoey, Joe Lynn Turner, John Ford, Michael Vescera, e outros mais.

## Prêmios
- 1992 AVN Award – "Melhor cena de casal", no filme X Factor - The Next Generation[20]
- 2005 Hall da Fama da AVN[1]
- 2006 AdultDVDReviews Critics Choice Award – Best Bust Series (Voluptuous Vixens)
- 2014 Hall da Fama da XRCO[2]

## Vida Pessoal
Wane nasceu em Gateshead, Inglaterra. Ela é casada e vive em Northridge, Califórnia com seu marido Laurien. Ela é graduada pela Joe Blasco School Makeup Artistry.